# Veľká Causa
Veľká Causa es un municipio del distrito de Prievidza en la región de Trenčín, Eslovaquia, con una población estimada a final del año 2024 de 546 habitantes.
Se encuentra ubicado al este de la región, cerca del río Nitra (cuenca hidrográfica del Danubio) y de la frontera con las regiones de Banská Bystrica y Žilina.

## Demografía
| Año        | 1994 | 2004    | 2014    | 2024     |
| ---------- | ---- | ------- | ------- | -------- |
| Población  | 419  | 440     | 480     | 546      |
| Diferencia |      | +5,01 % | +9,09 % | +13,75 % |

| Año        | 2023 | 2024    |
| ---------- | ---- | ------- |
| Población  | 542  | 546     |
| Diferencia |      | +0,73 % |